# Myomyscus yemeni
Myomys yemeni là một loài động vật có vú trong họ Chuột, bộ Gặm nhấm. Loài này được Sanborn & Hoogstraal mô tả năm 1953.